# Eccles (Virginia Occidental)
Eccles es un lugar designado por el censo ubicado en el condado de Raleigh en el estado estadounidense de Virginia Occidental. En el Censo de 2010 tenía una población de 362 habitantes y una densidad poblacional de 202,86 personas por km².

## Geografía
Eccles se encuentra ubicado en las coordenadas 37°46′55″N 81°15′55″O / 37.78194, -81.26528. Según la Oficina del Censo de los Estados Unidos, Eccles tiene una superficie total de 1.78 km², de la cual 1.78 km² corresponden a tierra firme y (0.29%) 0.01 km² es agua.

## Demografía
Según el censo de 2010, había 362 personas residiendo en Eccles. La densidad de población era de 202,86 hab./km². De los 362 habitantes, Eccles estaba compuesto por el 95.3% blancos, el 4.7% eran afroamericanos, el 0% eran amerindios, el 0% eran asiáticos, el 0% eran isleños del Pacífico, el 0% eran de otras razas y el 0% pertenecían a dos o más razas. Del total de la población el 0% eran hispanos o latinos de cualquier raza.